# 馬拉皮火山
馬拉皮火山是印度尼西亞的火山，是蘇門答臘島最活躍的火山，屬於巴里桑山脈的一部分，行政方面由西蘇門答臘省負責管轄，海拔高度2,891.3米，火山附近有數個城市和小鎮，自18世紀後期以來有記錄的火山爆發超過50次。

## 噴發
2023年12月4日，馬拉皮火山噴發，喷出的3000米的火山灰造成20多人死亡，多人受傷。
2024年1月14日，马拉皮火山喷发，並向天空喷出达1300米的火山灰。

## 外部連結
- Indonesian Directorate of Volcanology and Geological Hazard Mitigation entry